# Trần Xuân Soạn
Trần Xuân Soạn (陳春撰, 1849-1923), là tướng nhà Nguyễn trong lịch sử Việt Nam. Đầu tháng 4 năm 1885, thời vua Hàm Nghi, ông cùng tướng Tôn Thất Thuyết đánh Pháp đóng ở đồn Mang Cá trong trận Kinh thành Huế. Sau khi thất bại, ông lãnh nhiệm vụ tổ chức phong trào Cần vương kháng Pháp ở Thanh Hóa.

## Tiểu sử
Trần Xuân Soạn là người làng Thọ Hạc (nay là phường Đông Thọ, thành phố Thanh Hóa), tỉnh Thanh Hóa.
Xuất thân trong một gia đình nông dân nghèo, ông phải tòng quân thay cho con một phú hào trong làng để lấy tiền nuôi gia đình. Trong thời gian đi lính, do có công lớn trong việc tiễu phỉ ở đất Bắc, ông được thăng chức phó lãnh binh. Sau đó, Trần Xuân Soạn làm phó đề đốc Bắc Ninh, và được thăng làm phó đề đốc Kinh thành.
Ngày 30 tháng Mười năm Quý Mùi, tức 29/11/1883, Trần Xuân Soạn tham gia cùng nhóm người sát hại vua Hiệp Hòa.
..."(Hiệp Hòa) còn chần chờ không uống, Ông Ích Khiêm bèn lấy nước chè ấy (đã cho thuốc độc vào) đổ vào miệng vua. Lập tức phát lên như người phải gió. Một lúc lâu, Trần Xuân Soạn ra truyền rằng nếu để lâu quá sẽ phải tội nặng, lập tức lấy tay bóp họng vua lè lưỡi, lồi mắt ra, rồi vua mới chết. Đến lúc đưa về cung, thấy chỗ họng vua sưng như cái cung giương lên, ai cũng thấy làm lạ"...
Sau khi vua Kiến Phúc mất ngày 2/8/1884, vua Hàm Nghi nối ngôi. Trần Xuân Soạn được điều về Huế để cùng phái chủ chiến do Tôn Thất Thuyết lãnh đạo để trấn giữ kinh thành.
Đêm ngày 4 đến rạng sáng ngày 5/7/1885, ông cùng Tôn Thất Thuyết và Nguyễn Văn Tường chỉ huy binh sĩ đồng loạt nã đại pháo vào tòa Khâm Sứ Pháp và đồn Mang Cá. Bị đánh bất ngờ, quân Pháp chỉ có thể cố thủ đến khi trời sáng mới tổ chức phản công. Mặc dù, quân nhà Nguyễn chống cự quyết liệt nhưng quân Pháp cuối cùng  đã tiến được vào Hoàng thành.
Sau đó, Tôn Thất Thuyết phò vua Hàm Nghi chạy thoát đến sơn phòng Tân Sở ở Quảng Trị và nhân danh vua ban chiếu Cần Vương. Hưởng ứng chỉ dụ này, Trần Xuân Soạn cùng một cựu thần đã cáo quan là Phạm Bành và tướng Đinh Công Tráng xây dựng cứ điểm Ba Đình (Thanh Hóa) để tiếp tục kháng chiến. Sau đó, ông đóng quân ở phủ Quảng Hóa để hỗ trợ cho căn cứ Ba Đình, và giữ mối hiện hệ giữa Ba Đình và Mã Cao.
Đầu năm 1887, Ba Đình và Mã Cao thất thủ  ông rút quân lên Điềm Lư, châu Quan Hoá (nay là huyện Bá Thước) xây dựng lại lực lượng.
Quân Pháp thậm chí phải đào mồ lấy cốt cha ông thiêu hủy ở giữa đường, cốt khiến ông ra hàng, nhưng vẫn không thành công. Ít lâu sau, ông sang Long Châu (thuộc tỉnh Quảng Tây, Trung Quốc) gặp Tôn Thất Thuyết để bàn chuyện tổ chức lại lực lượng, nhưng rồi bị mắc kẹt luôn ở bên đó .
Ở Long Châu, được sự giúp đỡ của một số sĩ phu Hoa Nam, ông đã tổ chức được mấy toán quân, và nhiều lần về hoạt động ở biên giới .
Năm Quý Hợi (1923), Trần Xuân Soạn mất tại Long Châu, thọ 74 tuổi.
Cả em trai ông là Trần Xuân Huấn và con trai ông là Trần Xuân Kháng đều hy sinh trong cuộc kháng chiến này.

## Thơ Trần Xuân Soạn
| Phiên âm Hán-Việt: Thuật hoài Ly hương khứ quốc thậm quai kỳ, Nam Bắc lưỡng hồi thảo mộc tri. Biến tính, cảm ngôn thiên quỷ quyệt, Thu trung, tạm dĩ tỵ hiềm nghi. Hiền thê mạc quái phu tình bạc, Hiếu tử hưu đàm phụ đạo khuy. Tận phó biệt hoài đông thủy khứ, Hậu tiên lưu lạc nhất tâm tư. | Dịch nghĩa: Tỏ chí mình Bỏ làng xa nước thật trái với ước hẹn, Nam Bắc hai phen đi về, cỏ cây đều biết. Đổi họ đâu dám nói là quỷ quyệt, Dấu tông tích để tạm tránh sự ngờ vực. Vợ hiền chớ trách chồng là phụ bạc, Con hiếu đừng chê cha là trái đạo. Bao nỗi ly biệt phó cho dòng nước chảy về đông, Trong bước lưu lạc trước sau chỉ một tấm lòng |

## Ghi công
Ở Quận 7, Thành phố Hồ Chí Minh có con đường mang tên Trần Xuân Soạn.
Ở Hà Nội, cũng có đường mang tên ông ở quận Hai Bà Trưng.
Ở Thanh Hóa, quê ông, cũng có con đường mang tên ông.

## Sách tham khảo
- Trần Trọng Kim, Việt Nam sử lược. Nhà xuất bản Tân Việt, Sài Gòn, 1968.
- Nguyễn Q. Thắng-Nguyễn Bá Thế, Từ điển nhân vật lịch sử Việt Nam, Hà Nội, 1992.
- Đinh Xuân Lâm-Nguyễn Văn Khánh-Nguyễn Đình Lễ, Đại cương lịch sử Việt Nam (Tập 2). Nhà xuất bản Giáo dục, 2006.
- Hoàng Hữu Yên (chủ biên), Văn học thế kỷ XIX. Nhà xuất bản Khoa học xã hội, 1004.